# Couvent des Bernardines de La Ciotat
Le couvent des Bernardines de La Ciotat  est un ancien monastère de cisterciennes établi à La Ciotat dans le département des Bouches-du-Rhône, en France.

## Localisation
L’ancien couvent des Bernardines occupait l'emplacement de l'hôtel de ville de La Ciotat au rond-point des Messageries maritimes.

## Histoire
Six bernardines venues de Marseille avec l'aval du cardinal de Lyon, abbé de Saint-Victor, s’établissent à La Ciotat le 25 avril 1642 sur un terrain du quartier de "Lauguier" pour édifier leur couvent consacré à Notre-Dame du Bon Port. Elles s’y s’installent le 29 septembre 1643.
Le couvent répond aux besoins d’éducation des jeunes filles de bonne famille de la bourgeoisie ciotadenne ce qui leur offre un répit à la Révolution. En effet, si le décret de l'Assemblée Nationale du 13 février 1790 les menace d’expulsion, elles bénéficient des exceptions faites en faveur des établissements enseignants et des couvents de femmes.
En vertu de ces dispositions, elles demeurent à l'Escalet jusqu’au 4 septembre 1792 où leur couvent est mis en adjudication comme domaine national. Louis Benet s'en porte acquéreur pour y installer une filature puis en 1835 un des premiers chantiers navals français fabriquant des navires à vapeur.

## Architecture et description
En 1991, après la fermeture de ces chantiers, la mairie sauve l'édifice qu'elle rachète pour y installer l'Hôtel de ville.

## Filiation et dépendances
Fondé par des religieuses venues de Marseille, La Ciotat est fille du couvent des bernardines de Rumilly.